# Благовіщенка (Новосибірська область)
Благовіщенка (рос. Благовещенка) — присілок у Купинському районі Новосибірської області Російської Федерації.
Входить до складу муніципального утворення Благовіщенська сільрада. Населення становить 467 осіб (2010).

## Історія
Згідно із законом від 2 червня 2004 року органом місцевого самоврядування є Благовіщенська сільрада.

## Населення
| 2002 | 2007 | 2010 |
| ---- | ---- | ---- |
| 567  | ↘565 | ↘467 |